# Завод сибирского технологического машиностроения
Завод Сибирского Технологического Машиностроения — российское предприятие, специализирующиеся на разработке и производстве установок индукционного нагрева, расположенное в Новосибирске.

## История
Завод начинал свою деятельность с производства оборудования автономных систем отопления и горячего водоснабжения. Конструкции нагревателей и установок горячего водоснабжения непрерывно совершенствуются в направлении повышения надежности, ресурса работы и удобства в эксплуатации. Вместе с тем, наиболее приоритетным направлением деятельности предприятия является разработка и внедрение перспективных разработок, позволяющих применять технологию индукционного нагрева в технологических процессах промышленных предприятий.
С 2018 года предприятие находится в предбанкротном состоянии: материал на РБК
В 2020 году на директора предприятия было заведено уголовное дело: материал на РБК
Новосибирские следователи завершили расследование уголовного дела в отношении генерального директора завода сибирского технологического машиностроения: https://ngs.ru/text/criminal/2021/03/01/69788603/

## Собственники и руководство
Генеральный директор — Шаплов Сергей Иванович.

## Деятельность
Разработка, проектирование и производство индукционных электронагревателей для решения задач автономного отопления, горячего водоснабжения и технологического нагрева.

## Награды
2013 г. Завод внесён в Национальный реестр «Ведущие промышленные предприятия России».
2013 г. Лауреат Награды «За успешное развитие бизнеса в Сибири», присвоение статус «Надёжный партнёр».
2012 г. Звание «Лучший экспортёр Новосибирской области».
2012 г. Золотая медаль в номинации «Инновационные научные разработки и технологии» IX Межрегиональной выставки «Стройиндустрия севера. Энергетика. ЖКХ» г. Якутск.
2012 г. Победитель конкурса «Лучшие реализованные проекты по энергоэффективности» г. Санкт-Петербург.
2011 г. Дипломант конкурса «Сто лучших товаров России 2011»
2010 г. Орден за заслуги перед отечеством (МЧС России).
2010 г. Обладатель Национальной премии «Золотой Меркурий» в номинации «Лучшее предприятие-экспортер в области международного инновационного сотрудничества».
2009 г. Диплом лауреата I степени «За успешное взаимодействие науки и бизнеса» г. Новосибирск".
2009 г. Свидетельство членства Союза инженеров-энергетиков, Республика Казахстан.
2009 г. Диплом «За высокий уровень представленных разработок и активное участие» г. Минск, XIII Международная выставка «Энерго и ресурсосбережение».
2008 г. Почетная грамота Департамента промышленности, инноваций и предпринимательства мэрии г. Новосибирска "За большой вклад в социально-экономическое развитие г. Новосибирска.
2006 г. По инициативе Берлинского Экспертного института продукция Завода была выдвинута на экспертизу международной экспертной программы «Европейская гарантия», по результатам которой продукции Завода был присвоен сертификационный знак «Европейский продукт».
2005 г. Международная премия «Европейский стандарт» Института Европейской интеграции «За значительные заслуги сближении российских и европейских стандартов в экономической и социальной сферах общественной жизни».
2005 г. Европейский Гран-При за качество, учрежденный Швейцарским Агентством содействия промышленности и новым технологиям и Фондом поддержки инвестиционных проектов
2005 г. Лауреат Награды «За успешное развитие бизнеса в Сибири», присвоено официальное звание «Надежный партнер»
2005 г. Лауреат конкурса «Новосибирская марка»
2003 г. Международной Ассоциацией Реальной Экономики присвоено звание «Лидер региональной экономики».